# Salah al-Din al-Bitar
Salah al-Din al-Bitar o Salah Eddine Bitar (àrab: صلاح الدين البيطار, Ṣalāḥ ad-Dīn al-Biṭār), conegut generalment només com Salah Bitar (Damasc, 1912-21 de juliol de 1980), fou un polític sirià, cofundador del Partit Baas amb Michel Aflaq a principis de la dècada dels 1940. Com a estudiants a París, a principis de la dècada dels 1930, els dos van formular una doctrina que combinava aspectes de nacionalisme i socialisme. Bitar més tard va servir com a primer ministre en diversos govern baasistes a Síria, però es va allunyar dels partit en esdevenir més radical. El 1966 va fugir del país, va viure principalment a Europa i va ser políticament actiu fins que va ser assassinat l'any 1980.

## Els primers anys
Segons l'historiador Hanna Batatu, Bitar va néixer a l'àrea de Midan, a Damasc, el 1912; era el fill d'un raonablement situat comerciant de gra sunnita musulmà. La seva família era religiosa i molts dels seus últims avantpassats havien estat ulama i predicadors a les mesquites de la comarca. Bitar va créixer en una família conservadora i va assistir a una escola elemental musulmana abans de rebre la seva educació secundària a la famosa casa anomenada Maktab Anbar. Va ser exposat a les vicissituds polítiques de l'època, ja que el Midan va tenir un paper destacat en la Gran Revolució Siriana de 1925 contra França, aleshores el poder mandatari a Síria. El districte va ser fortament bombardejat amb una considerable pèrdua de vides i de danys físics.
Bitar va viatjar a França el 1929 a estudiar a la Sorbona. Allà va conèixer Michel Aflaq, també el fill d'un gra comerciant del Midan però d'una família cristiana ortodoxa. Tots dos estaven interessats en els moviments polítics i intel·lectuals de l'època, i van començar a aplicar idees nacionalistes i marxistes a la situació de la seva pàtria. Bitar va tornar a Síria el 1934, i va agafar una feina com a professor de física i matemàtiques a la Tajhiz al-Ula, on Aflaq ja era un mestre.

## Polític del Baas

### Principis de l'activitat política
Durant els següents dos anys, Bitar, Aflaq i altres associats van editat una revista titulada al-Talia (la Vanguardia). Segons Batatu, en aquesta publicació es mostrava més preocupació per les qüestions socials que pels problemes nacionals. El posicionament polític de Bitar i Aflaq estava més a prop del Partit Comunista Sirià que de qualsevol dels altres grups polítics a Damasc. Però es van desencantar amb els comunistes el 1936, després que el Front Popular va arribar al poder a França. Tot i que el Partit Comunista Francès va passar a ser part del govern, l'aproximació de França a les seves colònies amb prou feines va canviar. Bitar i Aflaq estaven descontents amb la posició del partit comunista a Síria en aquestes circumstàncies.
El 1939, Aflaq i Bitar va començar a atreure un petit nombre de seguidors que eren estudiants, i el 1941 van emetre fullets agitant contra el domini francès, amb el títol d'al-ihyaa' al-'arabi—"La Resurrecció dels Àrabs". El seu primer ús del nom al-ba'ath al-'arabi—que té el mateix significat—va arribar algun temps més tard; ja havia estat adoptada per Zaki al-Arsuzi—un nacionalista activista de la província d'Iskandarun al nord-oest de Síria, que havia arribat a Damasc en el decurs de l'annexió de la zona a Turquia.
El 24 d'octubre de 1942 tant Bitar com Aflaqvan renunciar als seus llocs docents per assumir la tasca política a temps complet. A poc a poc van guanyar seguidors, i el 1945 es va elegir el primer Buró del Baas (Moviment Àrab Baath) que es va formar, incloent-hi als dos homes. L'any següent, l'organització va guanyar molts nous membres quan la majoria dels antics partidaris de Arsuzi, liderats per Wahib al-Ghanim, van adherir-s'hi.

### El lideratge del Partit Baas
En 1947, durant el primer congrés del partit celebrat a Damasc; Bitar va ser elegit secretari general. Aflaq va prendre la posició preeminent de 'enmig, de vegades traduït com "degà"; això li va fer efectiva a líder del partit amb escombrar competències dins l'organització, amb la constitució, aprovada en el congrés. En 1952 Síria militar del dictador Adib al-Shishakli va prohibir tots els partits polítics. Bitar i Aflaq es va refugiar en la veïna Líban, on van entrar en contacte amb Akram al-Hawrani—un experimentat polític que havia creat recentment l' Àrab Socialista del Partit i va tenir un considerable següents entre la pagesia de la Hama comarca, al centre de Síria i un valuós bagatge en el cap militar de corps. Els tres polítics van acordar fusionar els seus partits i co-operat en el derrocament de Shishakli en 1954, després que un congrés ratifica la fusió de les dues parts en Àrab Socialista Ba'ath Partit. La normativa i la constitució de Bitar i Aflaq del partit van ser adoptats sense canvis. Tots tres van ser elegits per al partit del nou Ordre Nacional, juntament amb un seguidor del Hawrani.

### El poder polític: 1954-1958
Després del derrocament de Shishakli, Síria va celebrar les seves primeres eleccions democràtiques a cinc anys. Bitar va ser elegit diputat per Damasc, derrotant el secretari general del Partit Social Nacionalista Sirià un dels enemics ideològics del Baas. Va ser Ministre d'Afers Estrangers l'any 1956 i va ocupar el càrrec fins al 1958. Juntament amb altres Baasistes que treballava a favor de la unificació de Síria amb l'Egipte de Nasser.

### República Àrab unida i interregne: 1958-1963

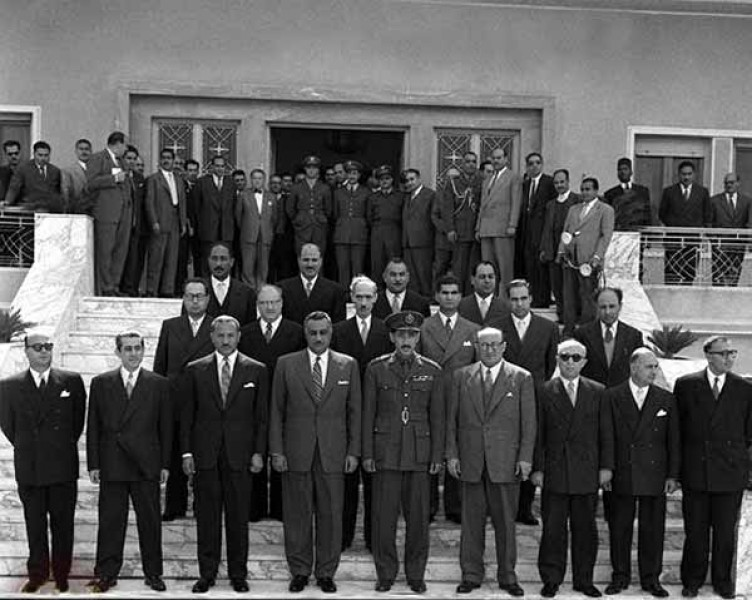
Nasser a les portes del Palau Presidencial a Damasc l'any 1958. Nasser de peu amb el gabinet de Síria i Egipte membres de la UAR. D'esquerra a dreta; el Vicepresident Hawrani, Abd al-Latif al-Baghdadi, altre Vicepresident, seguit per Nasser, Mariscal Abd al-Hakim Amer, que va ser governador de Síria, i Sabri al-Asali, altre vicepresident. A continuació, se situa Fakhir al-Kayyali, Conseller d'Economia. Dempeus a la dreta de la imatge hi ha Bitar. A la fila del mig, segon des de l'esquerra, Abd al-Hamid Sarraj, el Ministre d'Interior

Bitar esperava ser nomenat Vicepresident de la República Àrab Unida (RAU) però, en canvi, va ser designat Ministre d'Estat d'Afers Àrabs, i més tard Conseller de Cultura i Orientació Nacional. A l'inici, Bitar va ser l'únic sirià en el gabinet central. Ell i altres sirians en el lideratge de la RAU es van molestar pel paper dominant que Nasser va donar als egipcis en l'administració de la RAU. Nasser s'havia oposat a la formació d'un consell de lideratge conjunt d'egipcis i sirians.
El 23 i 24 de desembre de 1959 Bitar—juntament amb al-Hourani (Vicepresident de la RAU i Ministre central de Justícia), Mustafa Hamdun (Conseller d'Agricultura i Reforma Agrària de Síria) i Abd al-Ghani Qannut (Ministre d'afers socials i laborals de la regió siriana), així com tots els antics membres de la branca regional siriana del partit Baas que treballaven dins de la burocràcia de la RAU van dimitir del seu càrrec. La dimissió es van fer pública, i fou acceptada més tard el desembre. Un cinquè conseller sirià, Khalil al-Khallas, Ministre d'Economia i membre del Consell Executiu de Síria (el govern regional sirià), va dimitir el gener de 1960. Els sirians van començar a dimitir en bloc i a l'agost de 1960 només tres sirians romanien als òrgans oficial de decisió de la RAU. La manca de participació siriana es va "corregir" al setembre, quan cinc nous membres sirians van ser nomenats al gabinet, però la ràtio de dos egipcis per a cada sirià com a membres del gabinet central es va mantenir fins al 1961. Des de desembre de 1959, Bitar i el Partit Baas van començar a oposar-se a la RAU i la seva estructura política. Bitar va donar suport al cop d'estat de 28 de setembre de 1961, que va dissoldre la RAU i de facto la unió entre Egipte i Síria.
El 2 d'octubre de 1961, Bitar, Hourani i 14 altres polítics—majoritàriament conservadors—van signar un manifest. Dos mesos després, Bitar va signar un document similar, la Carta Nacional pel Règim Independentista. la seva signatura de dos d'aquests documents va ser utilitzada en contra d'ell, en les converses de unitat de 1963 entre Egipte, l'Iraq i Síria, com a prova de la seva manca de credencials pro-nacionalistes àrabs. El manifest, que va ser escrit a mà per Bitar, va afirmar que Nasser havia distorsionat "la idea del nacionalisme àrab" i va acusar-lo d'ofegar la "política i la vida democràtica" a Síria. Bitar, aleshores sota la crítica popular, va retirar la seva signatura del manifesto del 2 d'octubre, però ja era massa tard per evitar danys. Diversos membres van demanar a Aflaq l'expulsió de Bitar del partit, citant el seu salvatge oportunisme. Després de la dissolució de la RAU, Bitar no va unir-se a la reconstituïda branca regional de Síria del partit Baas fins després del cop d'estat del 8 de març de 1963. A causa d'això, Aflaq es va convertir en el líder indiscutible del partit Baas.

## Períodes com a Primer Ministre

### Primer període

#### Primer gabinet: 9 de març – 11 de maig de 1963
El primer gabinet Bitar va ser nomenat pel Consell Nacional de Comandament Revolucionari (CNCR més conegut per les sigles angleses NCRC) el 9 de març de 1963, com a resultat del cop d'estat de 1963 a Síria. Nou dels vint membres del gabinet eren baasistes. El ministeris principals, excepte el ministeri de defensa—que va ser encapçalada per l'independent nasserita general Muhammad al-Sufi—es van donar a baasistes. La coalició baasista–nasserita de govern era inestable i basada en el poder polític, en lloc de qualsevol mena de lleialtat. Bitar i Aflaq buscaven guanyar legitimitat popular entre els sirians i visualitzar el govern de coalició com a mitjà per a l'obtenció de les benediccions de Nasser, que encara era popular a Síria. Molts membres volien convertir el Baas en un partit sirià i no es preocupaven de la posició de Nasser envers Síria. Aquesta facció més tard es va conèixer com la dels "Regionalistes" ("Qutriyyin").

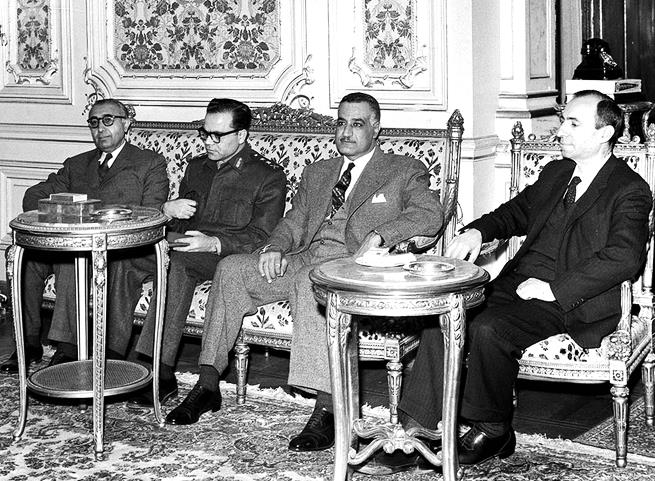
Una reunió entre les delegacions de Síria i Egipte. D'esquerra a dreta: el Primer Ministre Bitar, cap de l'estat Atassi, President egipci Nasser, i Aflaq, el líder del Partit Baas

Bitar, va ser també nomenat ministre d'exteriors. Va representar a Síria a les negociacions entre Egipte, Síria i l'Iraq per la unitat, el març–abril de 1963. En la primera ronda de negociacions, que va durar fins al 19 de març, quan es van incorporar Bitar i Aflaq, el Baas fou representat per Abd al-Karim Zuhur—el ministre d'economia. Nasser va tractar-los malament durant les negociacions, i Bitar i Aflaq es van apropar a la posició dels regionalistes. Nasser només volia reprendre les negociacions si el Baas feia concessions als nasserites a Síria, que els baasistes es va negar a fer. El dos membres nasserites del gabinet eren membres del Front Unit Àrab: Nihad al-Qasim, el viceprimer ministre i ministre de justícia, i Abd al-Wahhab Hawmad, ministre de finances; ambdós van dimitir en protesta per la posició baasista sobre la qüestió. Van seguir campanyes de propaganda baasistes i nasserites a Síria. Bitar i Lu'ay al-Atassi, president del CNCR, van amonestar severament al nasserites.
El partit Baas va purgar diversos oficials pro-egipcis de l'exèrcit entre el 28 d'abril i 2 de maig. Després de la signatura de l' Acord d'Unió Federal de 17 d'abril, els nasserites van exigir més poder per a si mateixos en el sistema polític. Ambdues parts van ser reticents a compartir poder, però els nasserites havien quedat debilitats després de la purga dels seus partidaris al cos d'oficials, i de fet es va acabar la seva lluita pel control sobre Síria. El Comitè Militar es va oposar categòricament a continuar les negociacions amb Nasser i els nasserites, i en el moment de la purga, Aflaq i Bitar havia renunciat a les negociacions.
Després que les negociacions amb Nasser es van acabar, el govern de Sirià va tractar de mantenir la il·lusió que continuaven. el 2 de maig, el govern de Bitar el govern va emetre un decret per la nacionalització de tots els bancs de Síria. Segons l'historiador Itamar Rabinovich, aquest no va ser, probablement, un primer pas per establir una economia controlada per l'estat de l'economia. Rabinovich, va dir que aquest moviment tenia la intenció d'enganyar els egipcis i els nasserites; Nasser havia dit a Bitar que el primer pas per al canvi revolucionari havia de ser la nacionalització de la banca. Les declaracions polítiques de Bitar eren moderades i no s'acomodaven al decret del 2 de maig, però el ministre de Planificació, Zuhur, va afirmar que el motiu pel decret va ser que els bancs eren massa poderosos, que explotaven a les persones i tenien una influència massa forta en el sistema polític.
La purga de oficials pro-egipcis va portar als membres nasserites del gabinet a renunciar el 25 de març i públicament van formalitzar la seva dimissió per segon cop el 6 de maig. Els nasserites va dir que retirarien la seva dimissió, si totes les seves demandes eren ateses. No gaire temps després, una violenta manifestació es va produir a Damasc. Va ser violentament reprimida per Amin al-Hafiz, el ministre d'interior. L'efímer govern baasista–nasserita gode coalició es va dissoldre l '11 de maig, i el 13 de maig, Bitar va presentar el seu segon gabinet.

#### Segon gabinet: 13 de maig – 4 d'agost de 1963

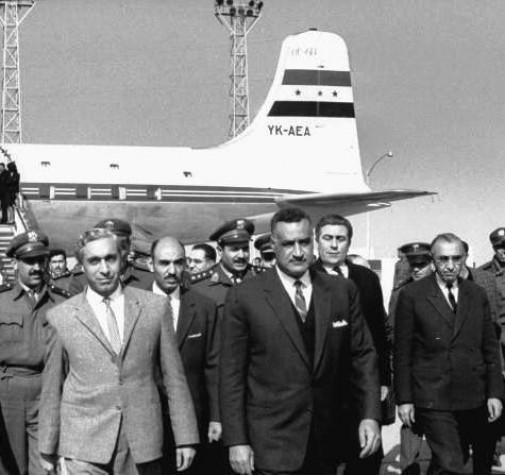
Hafiz al aeroport del Caire a l'agost de 1963 sent rebut per Nasser. Bitar, dempeus a la dreta de la imatge

El segon gabinet de Bitar va estar compost en gran part de baasistes i independents, no obstant això, sis carteres ministerials van quedar vacant per a una possible reconciliació amb els nasserites. Hafiz va ser nomenat viceprimer ministre i també va continuar com a ministre d'interior. Oficials unionistes baasistes—com Zuhur, Jamal al-Atassi i Sami Droubi—no van ser inclosos en el segon gabinet de Bitar. El general Ghassan Haddad, independent, es va fer càrrec del ministre de planificació (abans de Zuhur) i Ziad al-Hariri, un independent cap d'estat major, va ser nomenat ministre de defensa. La formació del segon gabinet de Bitar va començar una nova fase en les relacions entre Egipte i Síria; el govern egipci va afirmar que el gabinet Bitar era un "injustificat cop a la unió dels estats". Els mitjans sirians de comunicació i la premsa va informar però els seus comunicats feien distinció clara entre Nasser i els "incompetents" dins del govern egipci.
Una lluita de poder entre Hariri i el Comitè Militar va tenir lloc entre el 23 de juny i 8 de juliol de 1963. El Comitè Militar veia la base independent de poder d'Hariri amb malestar. Bitar va donar suport a Hariri en el seu conflicte contra el Comitè Militar; presumiblement va creure que Hariri seria un control sobre el creixent poder del Comitè Militar. El 23 de juny, quan Hariri va fer una visita diplomàtica a Alger, el Comitè Militar va transferir els seus seguidors dels llocs militars sensibles i va enviar a Hariri com agregat militar a Washington. El mateix dia, una nova Llei de Reforma Agrària—que va abolir la llei de Reforma Agrària de 1962 i modificava la del 1958—va ser publicada. Bitar s'havia compromès a introduir una nova llei agrària; segons Rabinovich de la seva publicació era "probablement per servir al Baas en la seva lluita contra Hariri". Hariri va resistir l'ordre del Comitè Militar i ràpidament va tornar a Damasc poer reunir els seus seguidors. Ni Hariri ni el Comitè van buscar un enfrontament violent, i quan es va fer evident que el Comitè tenia el control d'una gran quantitat d'oficials, Hariri va admetre la derrota i va abandonar el país. Va marxar a París el 8 de juliol i va ser acompanyat a l'aeroport per Haddad i Bitar. Bitar suposadament tenia llàgrimes als seus ulls quan li va dir adéu perquè creia que sense Hariri, el Comitè tindria un control total sobre els militars, deixant el lideratge civil considerablement més feble en la seva competència per al control del partit Baas.
El 18 de juliol, Jassem Alwan, un oficial nasserite oficial, va llançar un cop d'estat contra el Baas. El cop d'estat va fracassar, però el violent control pels baasistes va ser controvertida—20 sospitosos de ser conspiradors van ser immediatament executats. el President Atassi fou destituït del seu càrrec el 27 de juliol i va ser substituït per Amin al-Hafiz; segons Rabinovich, els baasistes pensaven que ja era innecessari tenir un independent al capdavant després del frustrat cop del 18 de juliol. L'intent d'Alwan i l'eliminació d'al-Atassi afectava les relacions egipci–sirianes. El 22 de juliol, la data tradicional del dia de la Revolució Nasserita, el president Nasser va afirmar que Egipte s'havia retirat de l'Acord de Unió Federal i va culpar als baasistes de la seva retirada. Va condemnar al Baas com irreligiós i herètic; aquesta última acusació va ser molt efectiva, ja que molts musulmans sirians veien al Baas massa obert a l'acceptació de la laïcitat i el fet que molts dels funcionaris del partit fossin cristians o membres de les sectes heterodoxes musulmanes (alauites i drusos especialment) o els menyspreuaven. Una vegada l'ordre va ser restaurat després de l'intent de cop d'estat, Bitar va dissoldre el seu govern i va nomenar un nou gabinet el 4 d'agost.

#### Tercer gabinet: 4 d'agost – 11 de novembre de 1963
En contrast amb el seu segon gabinet, cap cartera es va deixar vacant per a un possible re-allotjament dels nasserites. El consell de ministres va estar compost de baasistes i unionistes independents, que van aconseguir un ampli suport popular al govern. Hafiz va deixar ek gabinet i va ser succeït com a conseller d'interior per Nureddin al-Atassi. El tercer gabinet de Bitar va ser el primer en què els baasistes controlaven el govern.
No obstant això, les coses no anaven segons els plans de Bitar i Aflaq. El reconstituït partit es va dividir en moltes faccions que es diferenciaven en qüestions de política, però la majoria d'ells compartien el desig d'apartar a Aflaq com a Secretari General del Comandament Nacional. Immediatament després de l'intent de cop d'estat, Aflaq i Bitar van re-delegar les tasques d'organització basiques a Hammud al-Shufi—l'eventual Secretari Regional la branca siriana. D'aquesta manera, van donar impuls als seus oponents. Shufi, que al principi va ser considerat un partidari d'Aflaq, era un radical i marxista. El grup de Shufi, que controlava el Comandament Regional de Sirià, es va convertir en aliats del Comitè Militar en la seva lluita per enderrocar a Aflaq i Bitar. Aflaq i Bitar no podien confiar en el suport dels iraquians del Comandament Nacional; la branca iraquiana (Comandament Regional Iraquià) havia patit una sobtada radicalització sota el lideratge d' Ali Salih al-Sadi que es va distanciar del Comandament Nacional. Una facció moderada dins de la branca d'Iraq, encapçalada per Talib El-Shibib i Hazim Jawad, encara donava suport al Comandament Nacional.
Al I Congrés Regional (celebrat el 5 de setembre) i el VI Congrés Nacional (5-23 d'octubre de 1963), l'erosió de la influència d'Aflaq i Bitar es va fer evident. A diferència del molt mal organitzat intent de Congrés Regional de març, el I Congrés Regional va seguir estrictament el "Reglament Intern". Les eleccions al I Congrés Regional van anar a favor de la facció civil anti-Aflaq i dels simpatitzants del Comitè Militar. Les resolucions doctrinals i polítiques del Congrés reflectiren un discurs anti-Aflaq. Bitar no va ser escollit pel Comandament Regional de Síria; tots els vuit escons van anar a partidaris de Shufi, que va ser nomenat Secretari Regional. La majoria dels delegats sirians escollits foren anti-Aflaq o baasistes radicals.
Bitar i Aflaq també van fracassar en el VI Congrés Nacional. Bitar no va ser elegit pel Comandament Nacional, i dels nou escons assignats a les branques de Síria i l'Iraq, només tres van ser guanyades pels moderats. El "Punt de Partida" va ser aprovat pel congrés, que va marcar un canvi radical en el pensament baasista. La unitat àrab va ser substituït com a focus primari de la seva ideologia i va passar a ser un partit amb una definició del socialisme d'inspiració marxista anomenada Via àrab al socialisme. Bitar, que va dimitir del seu càrrec com a Primer Ministre després de la seva humiliació en el 1er Congrés Regional, es va veure obligat a retardar la seva dimissió fins a les seqüeles del 6è Congrés Nacional. El tercer gabinet Bitar es va dissoldre l'11 de novembre i Amin al-Hafiz el va succeir com a Primer Ministre el 12 de novembre.

### Segon període: 1964
Bitar va tornar a ser nomenar Primer Ministre com una de les conseqüències de la revolta de Hama de 1964, però tot i així, l'equilibri del poder entre els Aflaquites de la vella guàrdia i el Comitè Militar–Aliança Regionalista es va mantenir sense canvis. Segons John Devlin, Hafiz va dimitir com a primer ministre, perquè el Comitè Militar creia que "la seva gent estaria millor fora de l'ull públic per un temps", i Devlin diu que aquesta és la raó perquè el gabinet de Bitar no inclogués cap destacat partidari del Comitè Militar o dels Regionalistes. La majoria de membres del gabinet eren de la vella guàrdia Aflaquita, incloent el ideòleg Abdallah Abd al-Daim com a ministre d'informació i Fahmi Ashuri com a conseller d'interior.
El 24 d'abril es va introduir una constitució provisional per a Síria. Establia que el principal poder executiu recauria en la recentment establert Consell de la Presidència. La composició de la Presidència del Consell havia de ser decidida pel Consell Nacional Revolucionari (CNR), que Devlin diu que "no va ser sinó un altre nom pel CNCR". Mentre que el CNR va ser en teoria el cap executiu i el cos legislatiu de l'estat, va delegar moltes de les seves competències al Consell de la Presidència. El maig de 1964, el Consell de la Presidència estava format per Amin al-Hafiz com a President, Umram com a vicepresident, Bitar, Nureddin al-Atassi i Mansur al-Atrash. La composició del Consell de la Presidència va mostrar l'equilibri del poder entre les tres principals faccions que van formar el gabinet de Bitar. Hafiz, Umran i Nureddin al-Atassi eren partidaris del Comitè Militar–Regionalistes, mentre que Bitar i Atrash eren de la vella guàrdia Aflaquite. Bitar va ser l'únic membre de la Presidència del Consell, que no era membre ni del Comandament Nacional ni del Comandament Regional.
El gabinet Bitar va tractar—dins dels límits que li donava el Consell de la Presidència—de recuperar la confiança popular en el partit Baas. En un resum de les seves polítiques de govern, Bitar va dir que "donaria llibertat, seguretat, confiança, igualtat d'oportunitats, i salvaguardaria les llibertats individuals i personals i respectaria les llibertats públiques." El dia 27 de maig, el Consell de la Presidència va anunciar el seu suport a les polítiques de Bitar i va dir que intentaria garantir la llibertat d'expressió per mitjà de la reeducació dels reaccionaris i elements indesitjables dins de la societat siriana. Bitar va facilitat la situació aviat; el seu govern va alliberar 180 presos polítics el mes de juny. Es diu que fou al-Hafiz qui van decidir alliberar els detinguts polítics i no Bitar. La constitució provisional que garantia l'existència de sindicats independents de l'estat, no va canviar la naturalesa autoritaria del govern; el consell de ministres o el Comandament Regional de Sirià o el Comitè Militar va emetre un decret que va desestimar Khalid al-Hakim, com a cap de la Federació General de Sindicats (FGS o en anglès General Federation of Trade Unions GFTU). Hakim va ser rebutjat perquè havia permés a baasistes radicals—que donaven suport a Shufi i Sadi—per organitzar reunions de la GFTU.
Bitar va dimitir del seu càrrec el 3 d'octubre, segons Devlin perquè "no he pogut ... aconseguir anar molt més enllà d'aconseguir una constitució, flexibilitzar les tensions i restar en el càrrec." Poc després de la seva dimissió, Bitar i Atrash van perdre el seu seient al Consell de la Presidència. Els dos van ser substituït per Salah Jadid i Amin al-Hafiz—els dos partidaris del Comitè Militar–Regionalista. El Comandament Nacional estava disgustat pel domini de l'exèrcit a l'estat, i els seus membres van convèncer a Aflaq—que havia marxat a un autoimposat exili—de tornar a Síria.

### Tercer període: 1966
La vella guàrdia va ser humiliada, el nou govern liderat per Hafiz va iniciar diverses mesures estatistes i el Comitè Militar va reduir el Comandament Nacional a una formalitat. En el VIII Congrés Nacional a l'abril de 1965, Aflaq no es va presentar per la Secretaria General del partit, però va ser re-elegit pel Comandament Nacional contra la seva voluntat. Munif al-Razzaz va succeir a Aflaq com a Secretari General. En un esforç per a la reconstrucció de la autoritat del Comandament Nacional, Razzaz va haver de temporitzar amb les dues faccions; els del Comitè Militar–Regionalistes que controlaven el partit a Síria, i la vella guàrdia de la facció liderada per Aflaq–Bitar. Aflaq i Bitar van donar suport a un reagrupament contra el Comitè Militar–Regionalista, pressionant constantment a Razzaz per dissoldre el Comandament Regional i expulsar el que consideren "desviacionistes" del partit. Segons Razzaz, Bitar creia que la majoria de membres del partit li donava suport en el seu conflicte contra el Comitè Militar–Regionalistes. Estava equivocat; durant una visita a diverses branques del partit dins de Síria, Razzaz va saber que el Comandament Nacional mancava de qualsevol suport important a nivell local.
Mentrestant va començar una lluita pel poder dins del Comitè Militar entre Hafiz i Jadid. El comandament Nacional va negociar un compromís entre els dos, que va conduir a la formació d'un nou govern liderat per Yusuf Zuayyin i a un Congrés Regional extraordinari. Razzaz—que no volia ser vist com suportant a cap dels costats en conflicte—va decidir ampliar els membres del Comandament Regional. Razzaz volia que el Comitè Militar designés alguns membres de la vella guàrdia en el Comandament Regional; Aflaq i Bitar van demanar que nou dels setze membres tinguessin "una perspectiva panarabista"—incloent-Bitar. El Comitè Militar va respondre a Aflaq i Bitar no nomenant cap membre de vella guàrdia al Comandament Regional; Hafiz va ser reelegit Secretari Regional i Jadid va ser elegit Vice Secretari Regional.
Per aquest temps, Bitar havia començat les converses amb Umran, que van concloure amb el benentès que Umran i Hafiz actuarien com a defensors del partit contra el Comitè Militar i els seus aliats. Bitar va informar al Comandament Nacional sobre aquests debats. Amb gran disgust per part del Comandament Nacional, el Comandament Regional l'octubre i novembre havia reforçat la posició de Jadid dins de les forces armades per la designació de diversos alauites i drusos a alts càrrecs i nomenat nous governadors provincials a Damasc, Hama, Alep i altres ciutats. Com el poder de Jadid i el Comitè Militar va créixer, Aflaq, Bitar, Hafiz, shibli i després al-Aysami i Ali Ghannam va començar a donar suport a la dissolució del Comandament Regional sota les ordres del Comandament Nacional. Aquestes discussions van durar des del 8 de desembre al 20 de desembre de 1965; Razzaz, Atrash, Jibran Majdalani i Ali Khalil va argumentar que tenint en compte la situació política, la dissolució del Comandament Regional no afavoria al Comandament Nacional de cap manera. Abans que les faccions arribessin a un acord, les forces lleials a Jadid van prendre el control de la brigada de l'exèrcit a Homs, el 20 de desembre. En front d'aquest abús de poder, el 22 de desembre el Comandament Nacional va dissoldre el Comandament Regional i va nomenar un Comandament Suprem, que incloïa tots els membres del Comandament Nacionals, cinc altres membres de la vella guàrdia—incloent-Bitar—i cinc llocs es van deixar pels regionalistes, que no van acceptar l'oferta. En resposta al Comandament Nacional, el govern de Zu'ayyin i tots els membres regionalistes del Consell de la Presidència van renunciar.

## Exili i mort
Els membres de les altres faccions del partit van fugir; Bitar i altres membres del lideratge històric del partit van ser capturats i detinguts en un casa d'hostes del govern. Quan el nou govern va llançar una purga a l'agost d'aquell any, Bitar va escapar i va fugir a Beirut.
En 1978, Bitar va ser perdonat pel President Hafiz al-Assad, que va arribar al poder l'any 1970. Bitar va tornar breument a Damasc; no s'havia reconciliat encara amb Assad i poc després una reunió amb aquest va acabar sense acord, Bitar va posar en marxa una campanya de premsa contra el govern sirià des del seu exili a París, atacant-lo en una nova revista, titulada al-Ihiyyaa al-Arabi, un ressò del nom que ell i Aflaq havien adoptat gairebé quaranta anys abans. També es rumoreja que estava en contacte amb figures de l'oposició siriana a Bagdad.
El 21 de juliol de 1980, Bitar va ser mort a trets a París. Aquell matí, va rebre una trucada telefònica per atendre una periodista a l'oficina d' al-Ihiyyaa al-Arabi. Quan va sortir de l'ascensor per entrar en el seu despatx, el seu assassí va disparar dos trets a la part de darrere del seu cap. La identitat del seu assassí mai no va ser descoberta, però es va rumorejar que Assad havia ordenat l'assassinat. A la vegada, Bitar havia informat a les autoritats locals a França que havia rebut amenaces de mort per correu i telèfon. Va prendre mesures personals per limitar els seus moviments que no el van salvar.
En el moment de l'assassinat, Bitar gaudia d'un passaport diplomàtic emés pel Iemen.